# Zhao Yan (Fußballspielerin)
Zhao Yan (chinesisch 赵燕, Pinyin Zhào Yàn; * 7. Mai 1972) ist eine ehemalige chinesische Fußballspielerin, die als Torhüterin agierte.

## Karriere

### Vereine
Zhao gehörte in ihrer Vereinskarriere im Spieljahr 2003 Shanghai International an, wie sich der Verein seinerzeit nannte, und kam für diesen in der Chinese Women's Super League zu Punktspielen.

### Nationalmannschaft
Für den CFA kam sie in der A-Nationalmannschaft das erste Mal am 24. September 1995 in Kota Kinabalu im ersten Spiel der Gruppe A bei der in Malaysia ausgetragenen Asienmeisterschaft zum Einsatz. Nach dem 21:0-Sieg über die Philippinische Nationalmannschaft wurde sie auch in den beiden weiteren Gruppenspielen eingesetzt. Zwei Jahre später kam sie in diesem Turnier im eigenen Land im zweiten Spiel der Gruppe B zum Zuge. Mit 27:1 Toren wurde die Gruppe abgeschlossen und das Halbfinale gegen die Nationalmannschaft Chinesisch Taipehs mit 10:0 gewonnen. Beim 2:0-Finalsieg über die Nationalmannschaft Nordkoreas wurde sie nicht eingesetzt. Vier Jahre später, in Taiwan, ging sie mit ihrer Mannschaft nach drei Spielen der Gruppe C mit 31:0 Toren aus dieser hervor und kam im Spiel um Platz 3 beim 8:0-Sieg die Nationalmannschaft Südkoreas zum Einsatz, nachdem sie bei der 1:3-Halbfinalniederlage gegen die Nationalmannschaft Nordkoreas nicht berücksichtigt worden war.
Ähnlich verhielt es sich im Turnier 2003 in Thailand; drei Siege in der Gruppe C – bei 29:0 Toren wirkte sie nur im ersten Spiel mit –, 3:1-Halbfinalsieg über die Nationalmannschaft Südkoreas und 1:2-Finalniederlage gegen die Nationalmannschaft Nordkoreas nach Golden Goal.
In den Fußballturnieren im Rahmen der Asienspiele 1998 und 2002 war sie ebenfalls mit der A-Nationalmannschaft vertreten und kam zunächst einzig am 9. Dezember beim 3:0-Sieg über die Nationalmannschaft Südkoreas in Bangkok zum Einsatz. Bei ihrer zweiten Teilnahme bestritt sie vom 2. bis zum 11. Oktober lediglich die ersten beiden Spiele.
Des Weiteren kam sie bei drei Teilnahmen am Turnier um den Algarve-Cup 1996 (1. und 3. Spiel Gruppe A), 1997 (ersten beiden Spiele Gruppe B und im Finale) und 2003 (1. bis 3. Spiel Gruppe B und im Finale) in insgesamt neun Spielen zum Einsatz. Die beiden Finalspiele wurden mit 0:1 und 0:2 gegen die Nationalmannschaften Norwegens und der US-Amerikaner verloren; seinerzeit jeweils amtierende Weltmeister. Zu ihren weiteren Turnierspielen zählen die am 21. und 23. November 1997 in Australien im Drei-Nationen-Turnier, am 28. Juli 1998 bei der 0:2-Finalniederlage gegen die US-amerikanische Nationalmannschaft bei den Goodwill Games, am 27. und 31. August 2002 sowie am 23. und 26. Januar 2003 in den beiden Vier-Nationen-Turnieren. 
Bei der Weltmeisterschaft 2003 wurde sie in den ersten beiden Spielen der Gruppe D eingesetzt, wie auch in sechs in Freundschaftsspielen. Das letzte Freundschaftsspiel war auch das letzte ihrer Länderspielkarriere und endete am 30. Mai 2006 gegen die Nationalmannschaft Nordkoreas in Tianjin 1:1 unentschieden.

## Erfolge
- Asienmeister 1995, 1997
- Algarve-Cup-Finalist 1997, 2003